# アーフェンピンシャー
アーフェンピンシャー（英：Affenpinscher）とは、ドイツ原産のネズミ狩り・愛玩用の犬種である。犬種名はドイツ語で「猿顔のテリア」という意味があり、別名はアッフェンピンシャー、モンキー・テリア（英：Monkey Terrier）、ブラック・デビル（英：Black Devil）などがある。

## 歴史
15世紀ごろにネズミ狩用の犬種として作出された。現在は絶滅したオーストリア原産のオーストリアン・ワイアーヘアード・ピンシャーをもとに数種類のテリアやワーキング・テリアをかけ合わせて作られた。もともとは純粋に作業犬として使われていたが、作出初期から愛嬌のある顔立ちであったため、後にペットとしてのみ飼われるようになった。その際完全に愛玩用専門の犬種になるように改良され、パグやブリュッセル・グリフォンと交配されて現在のようにサルのような顔つきでマズルのつぶれた小型犬になった。このような顔つきになったため、「サルのような」という意味で、ドイツ語でアッフェンとつけられた。ちなみに、愛玩犬として改良される以前からマズルはやや短くつぶれていたが、現在のように平坦なものではなく、いくらかそれが尖っていた中型犬であったといわれている。現在も世界的に人気のある犬種であるが、人気はブームなどに左右される事が無く根強いものである。日本でもあまり普及はしていないが熱心な愛好家とブリーダーが居り、1頭30万円ほどで販売もされている。なお、2009年の国内登録頭数順位は136位中122位であり、順位は低いが毎年登録がある。

## 特徴
サルのような顔つきでマズルがつぶれている。血が入っているため少々ブリュッセル・グリフォンにも似ている。剛毛のロングコートで、顔の周りの毛は深い。鼻髭や顎髭のような口吻の長い毛や目の上に生えた眉毛のようなブラシ状の毛がチャームポイントである。脚はやや長く、体格はスリムでコンパクトである。耳は前向きについている立ち耳か、立っているが耳先が垂れていて耳孔をふさいでいるボタン耳。尾はやや長い垂れ尾である。断尾が禁止されていない国では断尾を行って尾を短く切るのが普通であるが、時に断耳も行って耳を完全に立たせる場合もある。コートはつやが無く、目元は黒っぽい。その他の部分の毛色はブラック、ブラウン、グレー、ブラウンレットなどがある。性格は普段は物静かで忠実、しつけもよく入るが敵と思った相手に対しては激しく吠えたて猛然と立ち向かっていく勇敢な一面も持つ。体高25～30cm､体重3～4kg。

## 参考
- 『犬のカタログ2004』（学研）中島眞理 監督･写真
- 『日本と世界の愛犬図鑑2007』（辰巳出版）佐草一優監修
- 『デズモンド・モリスの犬種事典』（誠文堂新光社）デズモンド・モリス著書、福山英也、大木卓訳 誠文堂新光社、2007年
- 『日本と世界の愛犬図鑑2009』（辰巳出版）藤原尚太郎編･著